# Glimt fra Island
|  | Denne artikel er oprettet af botten Steenthbot ud fra en ekstern database. Den kan derfor have sproglige fejl eller mangler. Denne skabelon kan fjernes efter kontrol af indholdet. |

Glimt fra Island er en dansk dokumentarfilm fra 1966 instrueret af Egil B. Brunborg.

## Handling
Klip fra Reykjavik, Thingvalla sletten, islandsk natur, to piger tager solbad, kløft med strøm, stort vandfald, Geysir, varme kilder, landbrug, opdyrkede arealer, mindre by ved sø, vue over vulkanske bjerge, bil kører over elv, unge mænd spiller fodbold, unge piger spiller håndbold, familie i stue, landskaber, vandfald - slut.